# Leonardo Abelenda
Leonardo Abelenda es un futbolista uruguayo nacido en Montevideo y juega en Rentistas ya que en el 2007 fue rechazado por el técnico de Danubio y llevado de préstamo para Villa Española teniendo una buena actuación fue llevado a Rentistas.

## Clubes[1]
| Club                            | País       | Año       |
| ------------------------------- | ---------- | --------- |
| Danubio                         | Uruguay    | 2006-2008 |
| Villa Española                  | Uruguay    | 2008      |
| Rentistas                       | Uruguay    | 2009      |
| Asociación Deportiva San Carlos | Costa Rica | 2010-2011 |
| Plaza Colonia                   | Uruguay    | 2011      |